# Cmentarz Komunalny w Koszalinie
Nowy Cmentarz w Koszalinie (niem. Neue Friedhof) – oficjalną nazwą jest Cmentarz Komunalny w Koszalinie. Nekropolia znajduje się w południowo-wschodniej części miasta przy ul. Gnieźnieńskiej.

## Historia
Nowy Cmentarz został założony w 1897, gdy na Starym Cmentarzu zaczęło brakować terenu pod nowe pochówki. Na przełomie wieków na terenie cmentarza wybudowano neogotycką kaplicę na planie krzyża greckiego. Ze względu na peryferyjne położenie w pierwszych latach mieszkańcy odnosili się negatywnie do grzebania bliskich na nowym cmentarzu. Mimo takiego stanu rzeczy władze miasta inwestowały w nową nekropolię, której teren powiększono. Około 1920 wybudowano monumentalną bramę, posadzono żywopłoty i krzewy oraz dokonano prac melioracyjnych, które miały doprowadzić do osuszenia podmokłego gruntu. Wywiercono osiem studni, a w centralnej części wykopano oczko wodne, które po wpuszczeniu do niego złotych rybek wywołało powszechne oburzenie mieszkańców miasta. Znaczenie cmentarza wzrosło po 1926, gdy zamknięto dla nowych pochówków Stary Cmentarz. Po przejęciu Koszalina przez władze polskie w 1945 dokonano rzeczy wówczas powszechnej, splantowano teren całego cmentarza usuwając wszystkie nagrobki. Przetrwała jedynie zieleń i dokonane w latach 20. nasadzenia. Nie pozostawiono żadnego pomnika na swoim miejscu, a po zmagazynowaniu wiele z nich posłużyło do utwardzania dróg i budowy murków i ławek w mieście. W 1945 część cmentarza przy wejściu przeznaczono na pochówki poległych żołnierzy Armii Czerwonej. Miejsce spoczynku znaleźli tam również polegli, których ekshumowano z terenu otaczającego pocztę przy ulicy Zwycięstwa. W 1966 na cmentarz komunalny przeniesiono zmarłych pogrzebanych na likwidowanym cmentarzu wojennym, który znajdował się przy ulicy Piaskowej. W centrum kwatery wojennej powstał w 1967 pomnik Braterstwa Broni, projektantami byli Melchior Zapolnik, Michał Kuśnierz, Romuald Grodzki i Ryszard Moroz. W 2003 obok postawiono przeniesiony z Placu Zwycięstwa pomnik Wdzięczności Armii Radzieckiej, który stał tam od 1954. Jego projektantami są Franciszek Duszeńko i Adam Haupt. Na południe od kaplicy znajduje się Pomnik Martyrologii, jego twórcą jest Zygmunt Wujek.
W latach 90. XX wieku teren cmentarza powiększono o teren leżący za torami kolei wąskotorowej, przy czym stał się on ewenementem. Przez teren cmentarza przebiegają tory Koszalińskiej Kolei Wąskotorowej, na której prowadzone są przewozy (z przerwą w latach 2001-2008). Podczas przebudowy głównej arterii miasta, ulicy Zwycięstwa, robotnicy natrafili na płyty nagrobne lub ich części, których użyto do tworzenia miejskiej infrastruktury. Odzyskane w ten sposób pomniki przewieziono na cmentarz i utworzono z nich lapidarium rzeźby nagrobnej. Uroczystego odsłonięcia dokonano 23 maja 2002 w dniu święta miasta. 
Powierzchnia Cmentarza Komunalnego w Koszalinie wynosi obecnie około 36 hektarów, a na jego terenie jest pochowanych ponad 50 tys. osób. Aby ułatwić znalezienie miejsc pochówku poszczególnych osób, kilka lat temu zdecydowano się uruchomić internetową wyszukiwarkę grobów.